# Robert Altmayer
Pour les articles homonymes, voir Altmayer.
Marie-Robert Altmayer, né le 30 juillet 1875 à Bordeaux et mort le 11 février 1959 à Paris 16e, est un général de corps d'armée français, qui a commandé la 10e armée française du 24 mai au 19 juin 1940.

## Biographie

### Un début de carrière militaire difficile
Fils aîné du général de division Victor Joseph Altmayer (1844-1908).
Capitaine au 29e régiment de dragons, il a le 20 avril 1911 une altercation à Bar-sur-Aube avec un paysan sur le champ duquel il était entré à cheval, altercation dont la presse se fait l'écho en pleine résolution de la révolte des vignerons champenois,,,. Le capitaine Altmayer est relevé de son commandement et changé de corps par mesure de discipline, rejoignant le 12e régiment de hussards,.
Commandant de la cavalerie d'Algérie en 1929, puis inspecteur général de la Cavalerie du 14 octobre 1932 au 5 octobre 1936, le général de corps d'armée Robert Altmayer est placé en position de réserve le 30 juillet 1937.

### Seconde Guerre mondiale
Réactivé le 21 mai 1940, sur décision du général Weygand, le général Robert Altmayer fut nommé le 24 mai à la tête de la 10e armée qui combattait sur la Somme. Il tenta ensuite de tenir un front sur la Seine, jusqu'au 14 juin, avant de livrer des combats de retardement jusque sur la Loire.
Le général Robert Altmayer ne reçut finalement pas d'ordres visant à la constitution d'un « réduit breton » envisagée un temps par Paul Reynaud.
Fait prisonnier le 19 juin 1940, il est libéré le 23 décembre 1941 et replacé dans la réserve le 26 février 1942.
Son frère cadet, le général de corps d'armée René Altmayer (1882-1976) commandait le 5e corps d'armée du 15 janvier au 20 juin 1940, puis la région militaire de Montpellier, du 17 août 1940 au 7 février 1942, où il fut placé en position de réserve.
Sa sépulture se trouve au cimetière Notre-Dame de Versailles.

## Distinctions
- Grand-croix de la Légion d'honneur (1950)

## Publication
- La Xe Armée sur la Basse-Somme, en Normandie et vers le réduit breton : mai-juin 1940, Paris, Ed. Défense de la France, 1946